# Austin Rivers
Austin James Rivers (Santa Mónica, California, 1 de agosto de 1992) es un exjugador de baloncesto estadounidense que disputó once temporadas en la NBA. Mide 1,93 metros y jugaba indistintamente en las posiciones de base o escolta. Es hijo del exbaloncestista y entrenador de la NBA Glenn "Doc" Rivers.

## Trayectoria deportiva

### Universidad
Rivers debutó con los Duke Blue Devils el 30 de septiembre de 2010, contra Kansas y North Carolina. Esa misma temporada consiguió ser el máximo anotador del equipo además de ser galardonado con el Naismith Prep Player of the Year. Al término de la temporada decidió presentarse al Draft de 2012. 

#### Estadísticas
| Año     | Equipo | PJ | PT | MPP  | %TC  | %3P  | %TL  | RPP | APP | ROB | TPP | PPP  |
| ------- | ------ | -- | -- | ---- | ---- | ---- | ---- | --- | --- | --- | --- | ---- |
| 2011–12 | Duke   | 34 | 33 | 33.2 | .433 | .365 | .658 | 3.4 | 2.1 | 1.0 | .0  | 15.5 |

### NBA

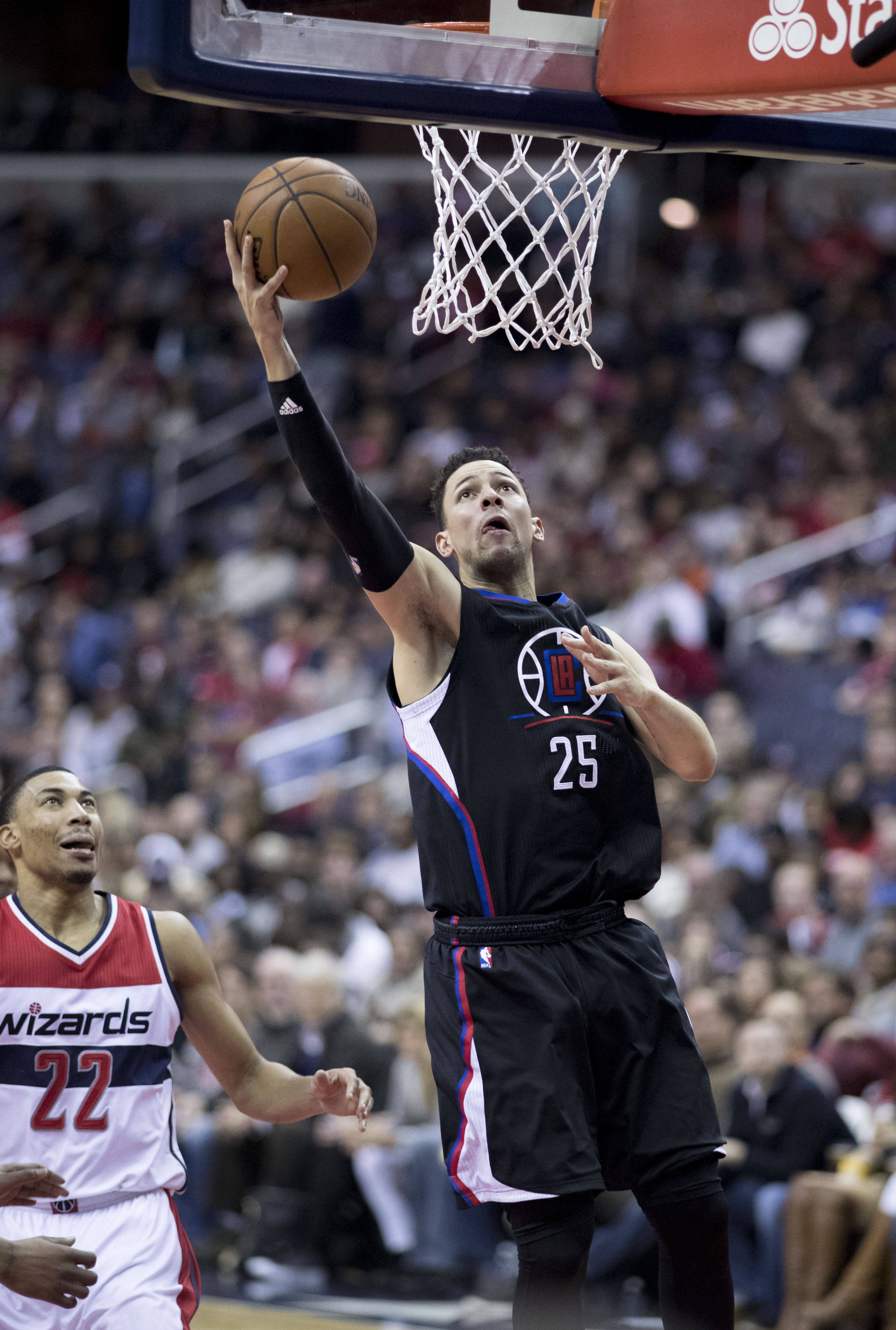
Rivers con los Clippers en 2017.

Fue elegido en la décima posición del Draft de 2012 por los New Orleans Hornets. A su llegada a la franquicia de Louisiana tuvo que cambiar su dorsal habitual en Duke, el 0, por el 25 debido a que estaba siendo usado por Al-Farouq Aminu.
En enero de 2015 es traspasado junto a Tayshaun Prince a los Boston Celtics en un traspaso a 3 bandas, pero tres días más tarde fue traspasado a Los Angeles Clippers sin llegar a debutar en los Celtics, en un acuerdo entre tres equipos que también incluyó a los Phoenix Suns.
El 17 de enero de 2015, en su debut con Los Angeles Clippers, se convirtió en el primer jugador de la historia de la NBA que ha jugado un partido siendo dirigido por su padre.
Tras cuatro temporadas en Los Ángeles, en junio de 2018, es traspasado a Washington Wizards a cambio de Marcin Gortat.
A mediados de la 2018-19, tras disputar 29 encuentros en Washington, el 15 de diciembre es traspasado a Phoenix Suns, junto a Kelly Oubre Jr., a cambio de Trevor Ariza. El 18 de ese mismo mes, sin llegar a disputar un solo encuentro, es cortado por los Suns. Finalmente, el 23 de diciembre de 2018, llega a un acuerdo con Houston hasta final de temporada. La temporada siguiente, ya tras el parón, el 9 de agosto de 2020, consiguió su mejor registro anotador en un partido NBA, con 41 puntos en la victoria ante Sacramento Kings (129–112), disputado en la "Burbuja de Orlando".
Después de año y medio en Houston, el 22 de noviembre de 2020, firma con New York Knicks. Pero el 25 de marzo de 2021, es de nuevo traspasado, esta vez a Oklahoma City Thunder en un acuerdo entre tres equipos. Aunque tres días después es cortado.
El 20 de abril de 2021 firmó un contrato por diez días con los Denver Nuggets, renovado posteriormente hasta el final de la temporada.
El 1 de septiembre de 2021, renueva con los Nuggets. Al término de esa temporada, el 10 de abril de 2022, consigue un triple-doble ante Los Angeles Lakers, con 31 puntos, 16 rebotes y 10 asistencias.
El 14 de julio de 2022 firma por un año con Minnesota Timberwolves.
El 23 de octubre de 2023 la cadena ESPN anunció que Austin Rivers había sido contratado como analista de la NBA.

## Estadísticas de su carrera en la NBA

### Temporada regular
| Año     | Equipo        | PJ  | PT  | MPP  | %TC  | %3P  | %TL  | RPP | APP | ROB | TPP | PPP  |
| ------- | ------------- | --- | --- | ---- | ---- | ---- | ---- | --- | --- | --- | --- | ---- |
| 2012-13 | New Orleans   | 61  | 26  | 23.2 | .372 | .326 | .546 | 1.8 | 2.1 | .4  | .1  | 6.2  |
| 2013-14 | New Orleans   | 69  | 4   | 19.4 | .405 | .364 | .636 | 1.9 | 2.3 | .7  | .1  | 7.7  |
| 2014-15 | New Orleans   | 35  | 3   | 22.1 | .387 | .280 | .746 | 1.9 | 2.5 | .5  | .2  | 6.8  |
| 2014-15 | L.A. Clippers | 41  | 2   | 19.3 | .427 | .309 | .582 | 2.0 | 1.7 | .7  | .2  | 7.1  |
| 2015-16 | L.A. Clippers | 67  | 7   | 21.9 | .438 | .335 | .681 | 1.9 | 1.5 | .7  | .1  | 8.9  |
| 2016-17 | L.A. Clippers | 74  | 29  | 27.8 | .442 | .371 | .691 | 2.2 | 2.8 | .7  | .1  | 12.0 |
| 2017-18 | L.A. Clippers | 61  | 59  | 33.7 | .424 | .378 | .642 | 2.4 | 4.0 | 1.2 | .3  | 15.1 |
| 2018-19 | Washington    | 29  | 2   | 23.6 | .392 | .311 | .543 | 2.4 | 2.0 | .6  | .3  | 7.2  |
| 2018-19 | Houston       | 47  | 13  | 28.6 | .413 | .321 | .510 | 1.9 | 2.3 | .6  | .3  | 8.7  |
| 2019-20 | Houston       | 68  | 4   | 23.4 | .421 | .356 | .703 | 2.6 | 1.7 | .7  | .1  | 8.8  |
| 2020-21 | New York      | 21  | 2   | 21.0 | .430 | .364 | .714 | 2.2 | 2.0 | .6  | .0  | 7.3  |
| 2020-21 | Denver        | 15  | 5   | 26.9 | .418 | .375 | .706 | 2.3 | 2.6 | 1.2 | .1  | 8.7  |
| 2021-22 | Denver        | 67  | 18  | 22.1 | .417 | .342 | .727 | 1.7 | 1.3 | .8  | .1  | 6.0  |
| 2022-23 | Minnesota     | 52  | 10  | 19.5 | .435 | .350 | .769 | 1.6 | 1.4 | .5  | .1  | 4.9  |
| Total   | Total         | 707 | 184 | 23.8 | .419 | .349 | .653 | 2.0 | 2.1 | .7  | .2  | 8.5  |

### Playoffs
| Año   | Equipo        | PJ | PT | MPP  | %TC  | %3P  | %TL   | RPP | APP | ROB | TPP | PPP  |
| ----- | ------------- | -- | -- | ---- | ---- | ---- | ----- | --- | --- | --- | --- | ---- |
| 2015  | L.A. Clippers | 14 | 2  | 17.9 | .438 | .371 | .632  | 1.7 | 1.1 | .7  | .3  | 8.4  |
| 2016  | L.A. Clippers | 6  | 2  | 24.0 | .426 | .235 | .667  | 2.7 | 2.7 | .5  | .0  | 10.3 |
| 2017  | L.A. Clippers | 3  | 2  | 30.1 | .346 | .308 | 1.000 | 2.7 | .7  | .3  | .3  | 8.0  |
| 2019  | Houston       | 10 | 0  | 21.5 | .435 | .457 | .667  | 2.1 | 1.0 | .5  | .1  | 7.4  |
| 2020  | Houston       | 12 | 0  | 17.6 | .311 | .257 | .769  | 2.5 | 1.3 | .6  | .1  | 4.8  |
| 2021  | Denver        | 10 | 9  | 30.5 | .435 | .413 | .813  | 1.7 | 2.1 | .2  | .3  | 9.2  |
| 2022  | Denver        | 5  | 0  | 21.6 | .444 | .333 | 1.000 | .6  | 1.2 | 1.4 | .2  | 4.2  |
| 2023  | Minnesota     | 4  | 0  | 11.6 | .500 | .333 | –     | 1.3 | .3  | .3  | .0  | 2.5  |
| Total | Total         | 64 | 15 | 21.4 | .412 | .357 | .727  | 1.9 | 1.4 | .6  | .2  | 7.1  |

## Vida personal
Austin Rivers nació en agosto de 1992 en Santa Mónica (California) mientras su padre, el exjugador y actual entrenador, Glenn "Doc" Rivers, jugaba en Los Angeles Clippers. Su madre, Kristen Rivers (Kristen Campion), conoció a Doc mientras estudiaba en la universidad de Marquette.
Tiene un hermano mayor, Jeremiah, también jugador de baloncesto, y una hermana llamada Callie que jugó al voleibol en la Universidad de Florida. Y otro hermano más pequeño llamado Spencer.